# Marathon van Xiamen 2012
De marathon van Xiamen 2012 werd gelopen op zaterdag 7 januari 2012. Het was de tiende editie van deze marathon. Het evenement heeft de status IAAF Gold Label Race. De wedstrijd werd gelopen met 14 graden Celsius. 
De Keniaan Peter Kamais kwam als eerste over de streep in 2:07.37. Hiermee verbeterde hij het parcoursrecord en verdiende hij een geldbedrag van ca. 43.000 euro. De 27-jarige Ethiopische Ashu Kasim won bij de vrouwen in 2:23.09 en verbeterde hiermee haar persoonlijk record met ruim acht minuten.
Naast de hele marathon werden er ook wedstrijden gehouden over de halve marathon, 10 km en 5 km. In totaal namen 80.000 hardlopers deel aan het evenement.

## Uitslagen

### Mannen
| rang   | naam                    | land | tijd    |
| ------ | ----------------------- | ---- | ------- |
| Goud   | Peter Kamais            | KEN  | 2:07.37 |
| Zilver | Dickson Chumba          | KEN  | 2:08.21 |
| Brons  | Tsige Asfaw Solomon     | ETH  | 2:09.01 |
| 4      | Vincent Kiplagat        | KEN  | 2:09.30 |
| 5      | Michael Tiony           | KEN  | 2:09.45 |
| 6      | Robert Kipchumba        | KEN  | 2:09.46 |
| 7      | Alemayehu Shumye        | ETH  | 2:11.13 |
| 8      | Negari Terfa            | ETH  | 2:11.54 |
| 9      | Morad Marofit           | MAR  | 2:12.52 |
| 10     | Tseveenravdan Byambajav | MGL  | 2:22.37 |

### Vrouwen
| rang   | naam                       | land | tijd    |
| ------ | -------------------------- | ---- | ------- |
| Goud   | Ashu Kasim                 | ETH  | 2:23.09 |
| Zilver | Mirriam Wangari Karienye   | KEN  | 2:31.30 |
| Brons  | Merima Mohammed Hasen      | ETH  | 2:31.46 |
| 4      | Florence Jepkosgei Chepsoi | KEN  | 2:34.18 |
| 5      | Hafida Izem                | MAR  | 2:36.15 |
| 6      | Jin Linlin                 | CHN  | 2:38.04 |
| 7      | Zhang Xiaoxia              | CHN  | 2:40.50 |
| 8      | Tabitha Tsatsa             | ZIM  | 2:41.34 |
| 9      | Hao Xiaofan                | CHN  | 2:48.58 |
| 10     | Luvsanlundeg Otgonbayar    | MGL  | 2:54.02 |

2003 ·
2004 ·
2005 ·
2006 ·
2007 ·
2008 ·
2009 ·
2010 ·
2011 · 
2012 ·
2013 · 
2014 ·
2015 ·
2016 ·
2017